# Кромерово
Кромерово (пол. Kromerowo, нім. Krämersdorf) — село в Польщі, у гміні Барчево Ольштинського повіту Вармінсько-Мазурського воєводства.
Населення — 145 осіб (2011).

## Демографія
Демографічна структура станом на 31 березня 2011 року:
|          | Загалом | Допрацездатний вік | Працездатний вік | Постпрацездатний вік |
| -------- | ------- | ------------------ | ---------------- | -------------------- |
| Чоловіки | 71      | 22                 | 44               | 5                    |
| Жінки    | 74      | 18                 | 47               | 9                    |
| Разом    | 145     | 40                 | 91               | 14                   |